# Prostitúció

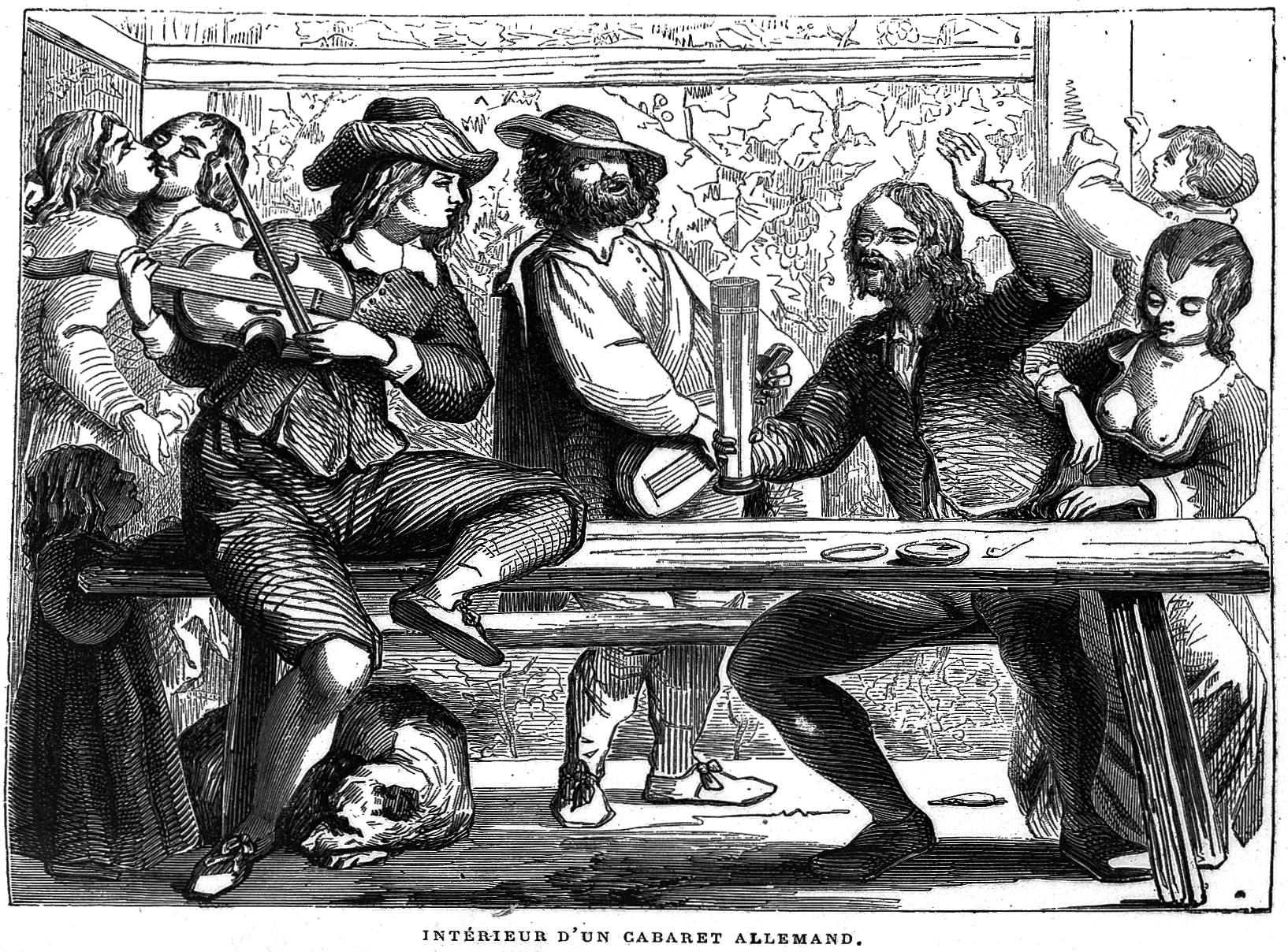
Kocsmai mulatozás prostituáltak társaságában, miközben egyikük kizsebel egy ittas vendéget, francia illusztráció, 1869

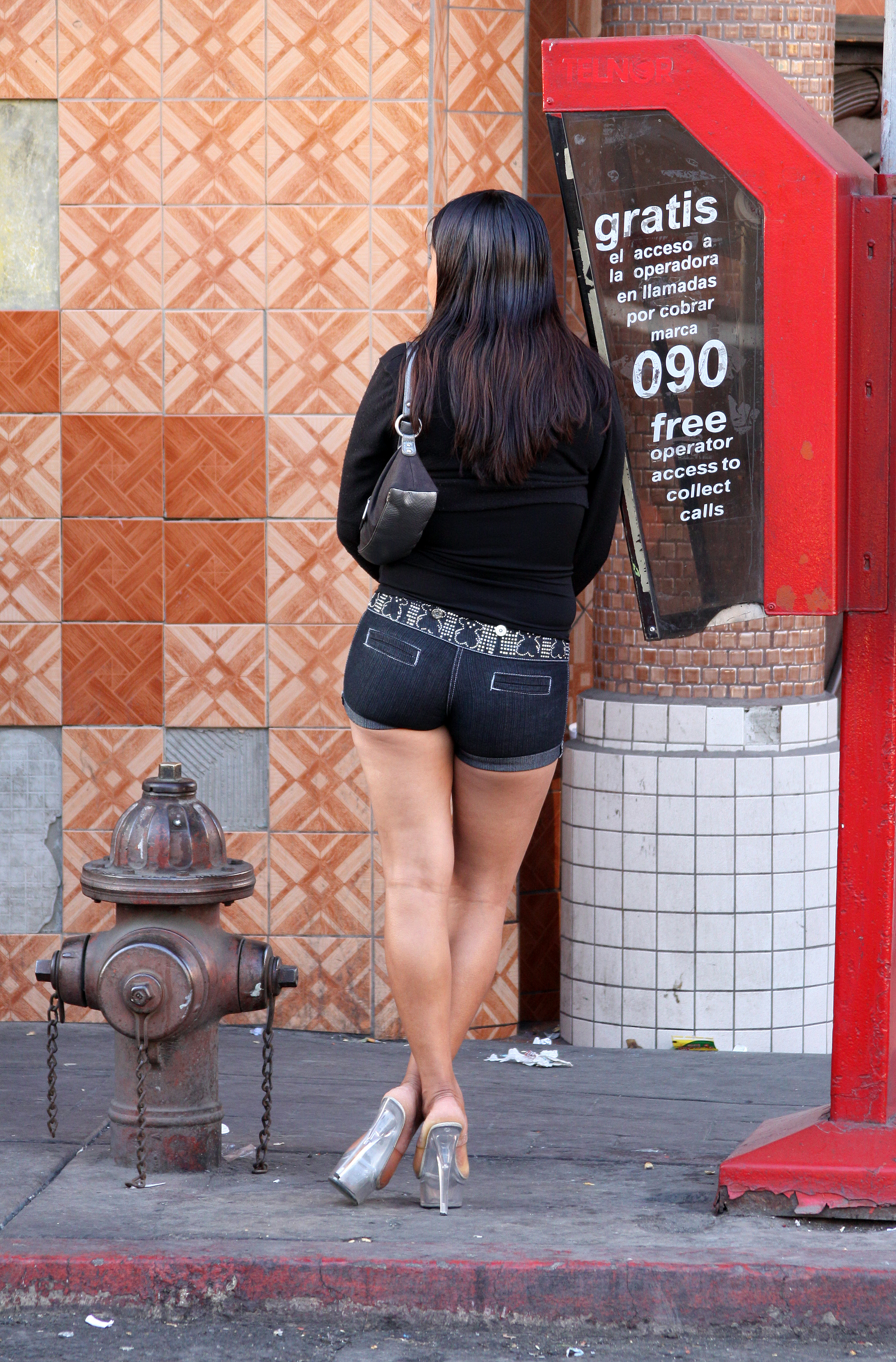
Női prostituált a placcon, Tijuana, Mexikó

A prostitúció általánosan a személyi szabadság kiszolgáltatása fizetségért vagy befolyásért. Prostitúciónak nevezik a fizetség ellenében nyújtott szexuális szolgáltatást is. A prostituált szó a latin „prostere” igéből származik, jelentése: kiáll, árul, árulja magát. Nem különíthető el az általában vett prostitúciótól a kitartott szerető esete, aki elsősorban az anyagi támogatásért cserébe enged támogatója szexuális kívánságainak. A legfőbb különbség az, hogy a prostituált a szexuális szolgáltatásait több vásárlónak ajánlja fel.

## Típusai
Paul J. Goldstein a prostitúció típusait a foglalkozási elkötelezettség és a foglalkozási környezet alapján alakította ki.[forrás?] Az elkötelezettség arra utal, hogy egy nő vagy férfi milyen gyakran vesz részt prostitúcióban. Ha a prostituált tevékenység csak időleges, akkor azt „alkalmi prostitúció”-nak nevezzük. Az ilyen nem hivatásszerű tevékenységet folytatók gyakran, de rendszertelen időközönként, más forrásokból származó jövedelmeik kiegészítésére fogadnak el pénzt. Mások folyamatosan részt vesznek a prostitúcióban, amely így a legfontosabb kereseti lehetőségük.
A foglalkozási környezet azt írja le, hogy a prostituált milyen típusú munkakörnyezetben és milyen kapcsolattípus alapján dolgozik.
A prostituáltak társadalmi ranglétrája piramisszerűen épül fel:
- Kitartott nők: az ókori hetérák utódai, ránézésre jól szituált üzletasszonynak tűnnek, de magas életvitelüket egy-két vagy három férfi teremti meg számukra. Gyakran ezek a lányok felsőoktatási intézmények hallgatói, vagy alkalmazásban is lehetnek valahol, de alacsony a jövedelmük.
- „Call-girl”: telefonon keresztül jut kliensekhez. Hívásra házhoz megy, valamint üzleti fogadásokra kíséri partnereit. Az üzletszerzés cégen keresztül bonyolódik. Az internet rohamos fejlődésének és terjeszkedésének eredményeként pedig már nagyon sok honlapon is megtalálhatóak az ilyen szolgáltatást kínáló nők.
- Szállodás lány: szállodák, exkluzív bárok alkalmazottja. Kuncsaftjait szobára viszi. A szállodák bárjai szívesen látják őket, mert fellendítik a forgalmat.
- „Háziprostituált”: magánklubban vagy bordélyházban dolgozik.
- „Masszázsszalonos prostituált”: egy olyan intézményben kínálkozik fel, amely elvileg legális masszázs és egészségügyi szolgáltatások elvégzésére szolgál.
- „Utcalány”: az utcán szerez kuncsaftokat. Jól szervezett hálózat tagja, többnyire „stricije” van, aki gondoskodik védelméről és ügyfeleket is szerez anyagi ellenszolgáltatás fejében. Ezek a lányok az ipar legkiszolgáltatottabb áldozatai. Nem válogathatnak partnereik között. Gyakori az erőszak és a fizikai bántalmazás esetükben. Szexuális fertőzésnek is az ő rétegük van a legjobban kitéve. A lányok gyakran nehéz körülmények között élnek, egy „menet” árát igen alacsonyan szabják meg.

### Kísérő szolgálat
A kísérő (eszkort) szolgálat a prostitúció egy enyhébb formája. Főleg üzletemberek vesznek igénybe kísérő szolgálaton keresztül szerzett lányokat, akik elkísérik őket a hivatalos rendezvényekre partnerükként, barátnőjükként. Ezek a lányok legtöbbször magasan képzett, több nyelvet beszélő hölgyek, akik igen műveltek és kiválóan ismerik az etikettet. Szolgáltatásuk legtöbbször csak a kíséretre terjed ki, de külön megállapodás tárgyaként hajlandóak a szorosabb kapcsolatfelvételre is.
Egy 1951-ben elfogadott ENSZ-határozat elítéli azokat, akik részt vesznek a prostitúció megszervezésében, vagy nyereséget húznak a prostituáltak tevékenységéből, de nem tiltja meg a prostitúciót.

## Története

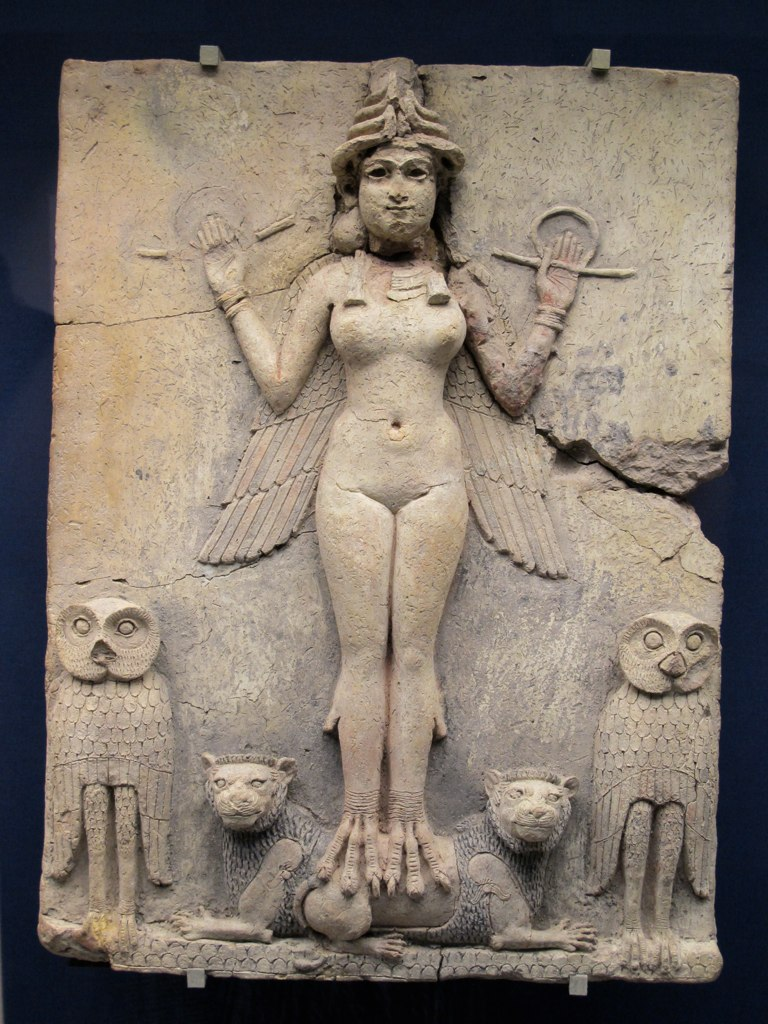
Istár a mezopotámiai mitológiában a növényi és állati vegetáció, a szerelem, a viszály, a termékenység, az anyaság stb. istennője

A papnőkre alkalmazott legkorábbi sumer nyelvű kifejezés jelentése: szent szajha.

„Az örömlány kibontja mellét, szeméremdombját föltakarja;
Enkidu megkívánja érettségét, testével illeti közelről.
Félredobja a lány a ruhát: pucéran, reszkető térddel simulnak össze.
Tanítja a fekete kéjre, a nő ölének gyönyörére...”

– Gilgames-eposz

Az ókor számos kultúrájában találkozunk a szakrális, valláshoz kötődő prostitúció jelenségével. A templomi prostituáltat az általa szolgált istennő időleges megtestesülésének tekintették, aki szeretkezés közben fizetővendégét is „isteni állapotba” emelte. Babilonban minden asszony köteles volt életében legalább egyszer Istár szentélyébe vonulni, és fizetség ellenében odaadni magát valamelyik férfinak. A díjazást az oltárra helyezték mint megszabadulásuk árát. A szép asszonyok hamar elkerültek onnan, de voltak, akik több évet is eltöltöttek a templomban, míg végre valaki hajlandó volt közeledni hozzájuk. Egyiptomban is létezett ez a kultusz, elsősorban Amon isten és Bászet istennő kultuszához kapcsolódva. Az ókori Görögországban Aphrodité korinthoszi templomában előfordult, hogy egyidejűleg ezer prostituált is tevékenykedett.

### Magyarországon
Mária Terézia koráig a prostitúció minden tipusa létezett, ő viszont betiltotta a nyilvánosházak működését. Fia, II. József viszont ismét engedélyt adott nekik. 1923-ban azonban újra, s végképp bezárták őket. 1950-ben a kommunista kormányzat „megszüntette” a prostitúció intézményét. Bezáratta a közben mégis megnyílt bordélyházakat, és a lányokat átképeztette más foglalkozásúvá. Magyarország aláírta az 1950-es New York-i egyezményt az emberkereskedelemről és a prostitúcióról, amelyben garantálja a prostitúció és nőkereskedelem felszámolását. A rendőrség és az állambiztonság megfigyelte és nyilvántartásba vette őket. Zsarolás útján sokukat ügynöknek szervezték be. Az 1970-es évek növekvő idegenforgalma hatására számuk egyre nőtt. A rendszerváltást idején lezajlott gazdasági átalakulás során megnövekedő munkanélküliség következtében a prostitúció robbanásszerű mértéket öltött Magyarországon. Mivel a kormányzat és a társadalom képtelen volt ezt megfékezni, felmerült a nyilvánosházak újbóli megnyitásának gondolata. Az 1950-es New York-i Nemzetközi Egyezmény azonban ezt nem teszi lehetővé, ennek kikerülésére az 1980-as években „masszázsszalonok” jöttek létre. E „vállalkozások” a hatóságok előtt fő tevékenységükként az „egészségügyi masszást” jelölték meg, de mindenki számára nyilvánvaló volt, hogy az ott dolgozó lányok szexuális szolgáltatást (is) nyújtanak. Az 1990-es években a prostitúció fő munkaterülete áttevődött a városok perifériájára, be- és kivezető útjaira, az országutakra és kamionparkolókba. Napjainkban a beleegyezési korhatár tizennégy év. Az alkotmánybíróság döntése alapján nemcsak a lányoknál, hanem a diszkriminatív különbség eltörlése miatt a fiúknál is. Hosszú évekig érthető okokból a szexuális élet e kereteit a prostitúciós törvények bizonyos indokok miatt nem kívánták szűkíteni, mivel ezzel az intézkedéssel nem akarták lehetetlen helyzetbe hozni azon megélhetési prostituáltakat, akik még csak fiatalkorúak. Viszont a Btk. 2007-es 202/A. §-a büntetni rendel minden olyan személyt, aki tizennyolcadik életévét be nem töltött személlyel ellenszolgáltatás fejében szexuális kapcsolatot létesít; az ez irányú törvénymódosítás 2007. június 1-i hatályba lépése után a klienseket három évig terjedő szabadságvesztéssel fenyegeti. Budapest rendőrfőkapitánya szerint Budapesten 2004 elején kb. 1000 bordély üzemelt. Korábban Magyarországon a prostitúció szabadságvesztéssel sújtott büntetést vont maga után.
Mára az általában a települések által kijelölt türelmi zónákban, azok hiányában a védett zónán kívül legálisan folytatható tevékenység lett. A védett zónák az iskolákat vagy templomokat látogatókat kívánják megvédeni a prostitúció látványától. Ugyanakkor magánlakásokon űzése teljesen legális. 2007 óta lehetséges Magyarországon egyéni vállalkozói engedély kiváltásával legálisan is űzni ezt a foglalkozást, számlát adni a szolgáltatásról, és adózni utána. Ettől függetlenül a magyar prostituáltak többsége nem próbálja legális körülmények között végezni a munkáját. Budapesten nyílt titokként működnek a félreeső helyeken türelmi zónák, ahol a szervezett bűnözésben dolgozó futtatókkal lepaktált rendőrség zokszó nélkül huny szemet a prostitúció utcán végzett tevékenysége felett.

#### Az internet és a mobiltelefonok hatásai a magyar prostitúcióra
Az internet elterjedésével a legtöbb európai országban, így Magyarországon is kifejlődött a prostituáltaknak egy jól elkülöníthető, népes rétege. Ezek a lányok az interneten népszerűsítik szolgáltatásaikat, független, fizetős hirdetőoldalak segítségével. Mivel a szexuális szolgáltatás reklámozása nálunk szabálysértésnek minősül, ezért ezek az oldalak hivatalosan szexpartner-kereső oldalak, hirdetőik további tevékenységéért nem vállalnak felelősséget. Az itt hirdető lányok többnyire magánlakásokon dolgoznak, egyedül vagy csoportosan, legtöbbször főnök vagy főnökasszony felügyeletével, de teljesen függetlenek is lehetnek. Többen házhoz vagy szállodába is kimennek a vendég kérésére, és nem „meneteket” vállalnak hanem bizonyos időtartamokért kérnek pénzt. Ez legtöbbször szexuális együttlét(ek)et takar, esetleg masszázzsal kombinálva. Legtöbbször ez az időtartam fél vagy egy óra, de gyakran több órára is lehet, vagy igény szerint akár egész éjszakát is vállalnak, ezek a hosszabb időtartamok már nem feltétlenül csak szexszel telnek, lehetnek amolyan randevúk, étteremmel, szórakozással, vagy kísérői tevékenységek is. Tehát ezek a lányok átmenetet képeznek a callgirlök és a háziprostituáltak között, nagy egyéni eltérésekkel.
Mostanra (2009) ezeknek a lányoknak a száma Budapesten több ezerre tehető, de más kisebb városokban kevésbé népszerű a tevékenység, talán a névtelenség nehézkessége miatt. Áraikat tekintve az utcalányoknál drágábbak, de nem megfizethetetlenül. Társadalmilag középosztálybeliek, gyakran barátjuk vagy férjük is van, esetleg tanulnak. Középosztálybeli férfiak látogatják őket.
Az ügyfelek sokszor előnyben részesítik ezeket a lányokat az utcaiakkal szemben, részben a jobb higiéniai viszonyok miatt, részben pedig a nyugodtabb, kényelmesebb körülmények okán, és mert ők kellemesebb társaságot is nyújtanak. Az ilyen lányok további lényeges előnye, hogy mivel elérhető címük, telefonszámuk van, egy esetleges nézeteltérés esetén nem tudnak eltűnni, emiatt sokkal korrektebbek. Jellemzően külön oldalak foglalkoznak a hirdető személyekkel kapcsolatos visszajelzések nyilvántartásával és hitelesítésével.
Az internet rengeteg dolgot megváltoztatott. A lányoknak már nem szükséges egy hálózat tagjának lenni, akár önállóan is dolgozhatnak, mert nem kell építeniük senkinek a kapcsolatrendszerére. Ugyanakkor az internetes hirdetési rendszer és a mobiltelefonok miatt bármikor helyet változtathatnak, és nem szükséges egy helyre tömörülniük. Emiatt csökkent a bordélyok száma és divat lett a magánlakásos munka, ahol a vendég egy bizonyos lányhoz jön annak hirdetése alapján, és senki mással nem találkozik, még akkor sem, ha többen is vannak a lakásban. Valószínűleg emiatt a lehetőség miatt tett szert nagy népszerűségre a „barátnő-fíling”, amikor a kuncsaft úgy érzi, nem fizetős szolgáltatást vesz igénybe, hanem a szeretőjéhez jött, akivel beszélgetnek is és kölcsönösen kényeztetik egymást.
Az internet és az olcsó mobiltelefonok névtelenséget, ugyanakkor szabad hirdetési lehetőséget biztosít bárkinek, aki ilyesmivel akar foglalkozni. A könnyű mobilszám- és lakáscsere egy időre megkönnyítette egyes lányok dolgát, hogy csaljanak az árakkal (mást mond a telefonba és mást, többet a helyszínen), vagy meglopják a vendégeiket aztán pedig, ha rossz hírük kerekedik, továbbálljanak és más néven, más helyen és telefonszámmal újrakezdjék. Ennek kivédésében az internet sokat segített: válaszként több hirdetőoldal létrehozott fórumozási, kommentelési és beszámolóírási lehetőséget a felületén a kuncsaftok számára. Ez a módszer 2000 környékén jelent meg és mostanra alaposan kifejlődött. A színvonalasabb oldalakon egy bizonyos lány hirdetéséhez kapcsolódóan a vendégek regisztrálhatnak és írhatnak a jó vagy rossz tapasztalataikról, néhol még pontozhatják is a lány teljesítményét, a (fotójához mért) külsejétől a technikai tudásán és a helyszín állapotán keresztül a lány viselkedéséig, az együttlét hangulatáig. Ez az önvédelmi rendszer csökkentette a visszaélések számát, ugyanakkor emelte a szolgáltatás színvonalát azáltal, hogy nyílt versenyt teremtett a lányok között. A jó szolgáltatóknak így gyorsan elterjedt a hírük és népszerűek lettek, a beszámolóik gyakorlatilag reklámként működnek. A vendégek gyakran csak olyan lányhoz mennek, akinek jó beszámolói, kommentjei vannak. Itt is felmerül persze a csalás lehetősége, előfordulhat olyan eset, hogy egy lány saját magának írjon beszámolót vagy írasson valakivel, de a jobb hirdetőoldalak különböző ellenőrzési rendszerek segítségével kínosan ügyelnek a szövegek eredetiségére, a saját jó hírük érdekében.

## Gyermekprostitúció
A prostitúcióban gyakran vesznek részt gyermekek is. A tizennégy éven aluli fiatalokkal folytatott szexuális életet a törvény bünteti. A gyerekprostitúció az alábbi főbb kategóriára osztható:
- Szökött gyerekek: akik elhagyják otthonukat, és akiket nem keresnek a szülők, vagy akik újból elmennek, ahányszor megtalálják és hazaviszik őket.
- Elcsavargók: akik alapjában véve otthon élnek, de bizonyos időszakokat távol töltenek, például kimaradnak több éjszakára.
- Elhanyagolt gyerekek: akikkel a szüleik nem törődnek, vagy akiket nyíltan elutasítanak.
- Eladott/ellopott gyerekek: A rokonok, szülők eladják a megélhetésük vegett, vagy gyermekkereskedők látszatürüggyel (például ingyen mozi a szegény gyereknek) összeszedik őket egy faluban, de sosem jutnak haza. Gyárakban, bordélyokban kötnek ki. (Szegény országokra jellemző.)
- Vékony pénztárcájúak: Iskolai tanulmányok folytatása, vagy magasabb életszínvonal biztosítása végett prostitúciót vállaló gyerekek, illetve fiatalok. Megdöbbentő, de a híradások szerint sokszor mobil-feltöltőkártya is elegendő ellenszolgáltatásként.

A jóléti államokban a pedofilokat a törvény üldözi, és a gyermekprostitúció igénybe vételét súlyos börtönbüntetéssel torolja meg, de sok fejlődő országban ez az üldöztetés kevésbé szigorú. Emiatt sok pedofil utazik ezekbe az országokba, hogy büntetlenül vehesse igénybe gyermekprostituáltak szolgáltatásait.

## Férfi prostitúció
A férfi prostitúció szétválasztható aszerint, hogy azonos vagy ellenkező neműek számára ajánlják fel magukat.
A „belami” az igényesebb kategóriába tartozik, míg a hímringyók általában utcán vagy aluljáróban fordulnak elő. A jelenség szorosan kapcsolódik a gyermekprostitúcióhoz, mivel a fiúk átlagéletkora 15-16 év, de nem egyszer tizennégy éven aluli gyerekek. A nemi betegségekkel általában sem a kliens, sem a prostituált nem igazán törődik, így ez a réteg a legveszélyeztetettebb a szexuális fertőzések szempontjából.
A „gigolo” és a „selyemfiú” olyan férfi, aki szexuális vonzerejét a nők körében anyagilag is kihasználja. Általában vagyonos hölgyekkel keresnek, tartanak kapcsolatot.
A „chippendale fiúk” műsor keretében, gyakran csoportosan lépnek föl a nőközönség előtt, ez elsődlegesen sztriptízműsort jelent, de előfordul, hogy felajánlkoznak közben/utána.

## Transznemű prostitúció
Transznemű szolgáltatók is léteznek, ők zömmel transznemű nők. Alsóbb társadalmi osztályokban és különösen a szegényebb, periferiális országokban egyéb lehetőség híján sokszor a prostitúcióból kénytelenek megélni, amely növeli körükben a kiszolgáltatottságot és a sebezhetőséget. Kliensi körük nagyrészt heteroszexuális vagy biszexuális férfiakból áll.

## Nemzetközi ismérvek

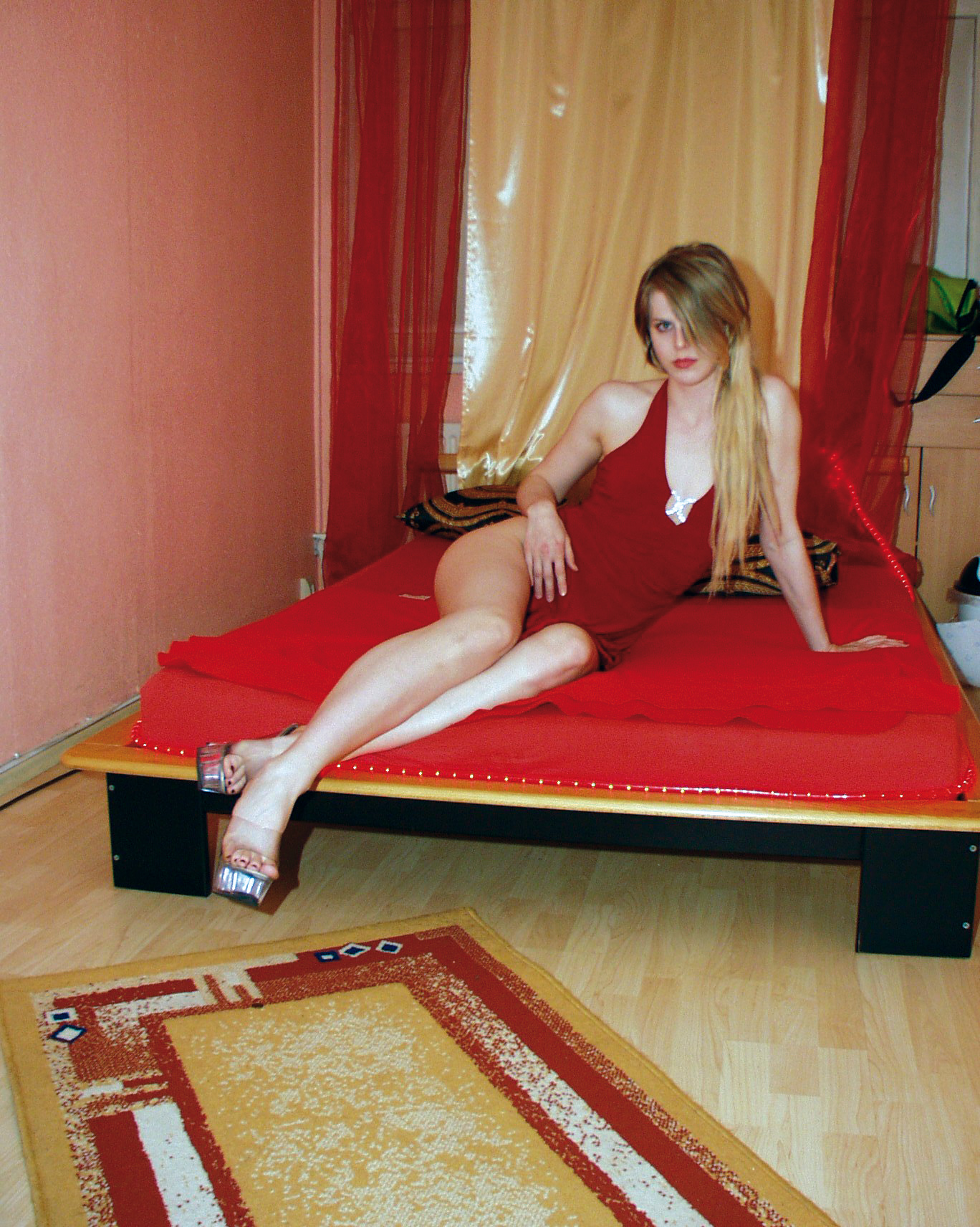
Német prostituált

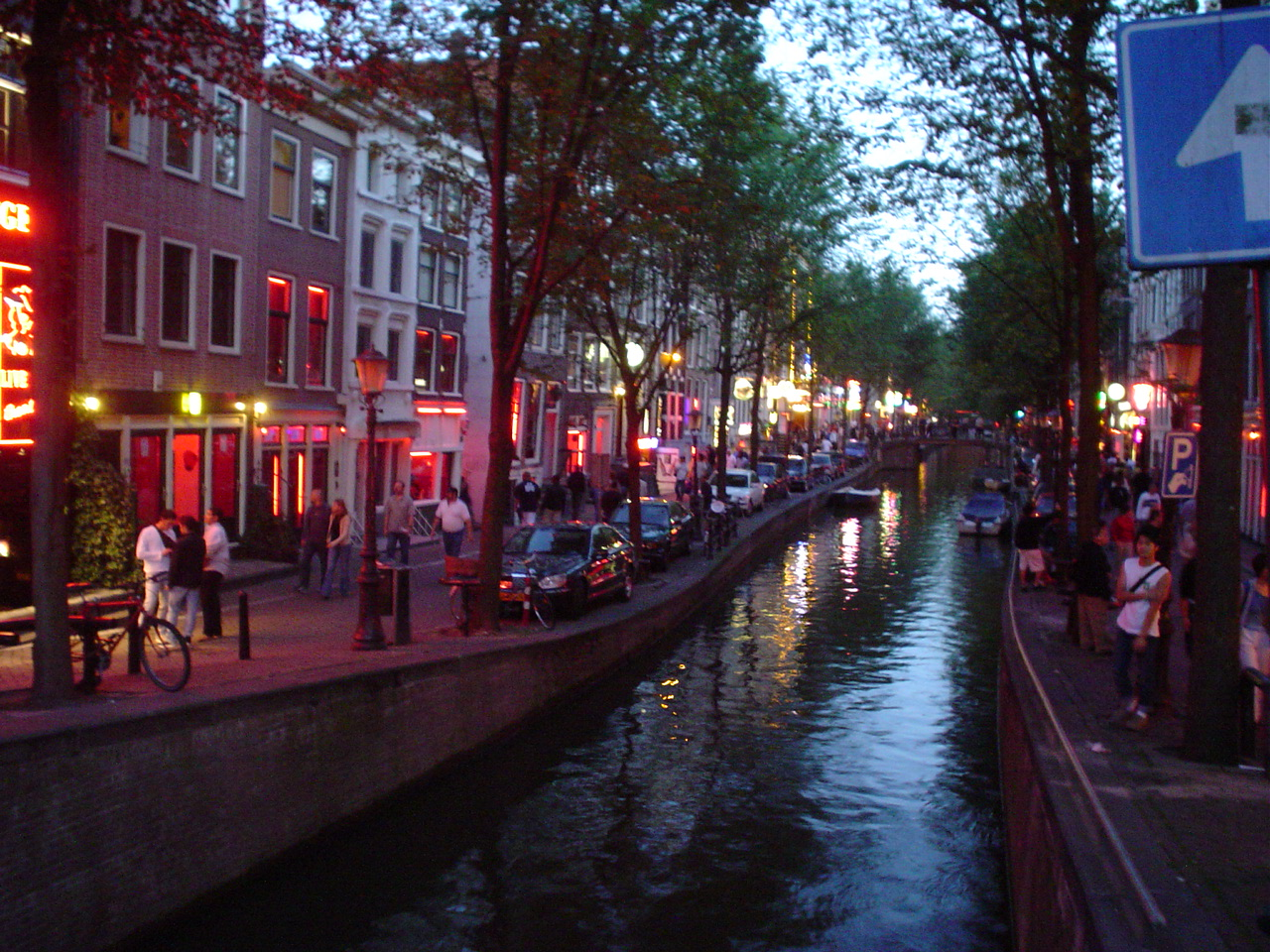
Amszterdami bordélynegyed

Hollandiában, Németországban és más államokban legális tevékenység a bordélyház üzemeltetése, és a prostituáltak adóznak jövedelmük után.
Svédországban és Norvégiában illegális prostituáltak szolgáltatásait igénybe venni, az ipar visszaszorítása érdekében a klienseket büntetik, hogy így csökkentsék a keresletet.

### A holland modell
A holland modellt követő országokban a prostitúció legális tevékenység. Ennek megfelelően sem a prostituáltakat, sem a klienseket nem büntetik jogilag. Ez a modell arra az elképzelésre épül, hogy a prostitúció mint olyan, nem erőszakos vagy immorális tevékenység, a probléma vele az, ha más illegális tevékenységekkel társul (pl. feketemunka, nemi erőszak, emberkereskedelem). Ebben a modellben ideális esetben a prostituáltak bejegyzett vállalkozók lennének, akiknek jövedelme adóköteles, és részei a társadalombiztosítási rendszernek, mint bármely más munkavállaló. A stricik menedzserré alakulnak át, de ha elszedik a prostituáltak jövedelmét, kényszerítik őket, vagy fiatalkorúakat foglalkoztatnak, akkor emberkereskedővé minősülnek, és büntetés vár rájuk.
Mikor vezették be? 2000-ben
Hatása: Hollandia a nemzetközi prostitúció központja, az emberkereskedelmi ügyek száma 1998 óta közel hatszorosára nőtt. A szintén liberalizált Németországban sem váltotta be a modell a hozzáfűzött reményeket. A több százezresre becsült prostitúciós iparágnak töredéke vált csak az ún. 'fehér gazdaság' részévé, továbbra is súlyos problémát jelent az emberkereskedelem és a stricik által elkövetett erőszak is. Egyes német feminista szervezetek szerint a legalizáció egyenesen „Európa bordélyházává változtatta Németországot”.

### A svéd modell
A svéd modell célja, hogy megszüntesse a prostituáltakra való igényt, így hosszútávon felszámolja a prostitúciót. Ezért tiltja az állampolgárok számára a szex „megvásárlását”, de nem tiltja a prostituált nők és gyermekek tevékenységét. Emögött a közpolitikai modell mögött az a felfogás áll, mely szerint a prostitúció a nők és gyermekek elleni erőszaknak egyik formája, amennyiben a szexuális aktus nem konszenzuális. Nem az, hiszen a kliens a prostituáltat megvásárolja, így az fizetés ellenében és nem szabad akaratából vesz részt az aktusban. Azokban az országokban, ahol a svéd modellt alkalmazzák a prostituáltakat nem büntetik jogilag, illetve igyekeznek az erre nyitott prostituáltak számára szociális segítséget biztosítani, hogy elhagyhassák a prostitúciót. A kliensek pénzbüntetésre vagy börtönbüntetésre számíthatnak, a legsúlyosabban pedig a kerítőket, emberkereskedőket és bordélyház-üzemeltetőket büntetik.
Mikor vezették be? 1999-ben
Hatása: A prostituáltak száma felére, a klienseké háromnegyedével csökkent a következő években.
A svédországi sikerek nyomán ezt a közpolitikai modellt azóta több ország is bevezette, köztük Izland, Franciaország, Norvégia és 2018-ban Izraelben is megszavazta a törvényhozás. A törvény elfogadásakor az izraeli igazságügy-miniszter úgy fogalmazott, hogy „a prostitúció használata egy erkölcsi hiba, ami súlyosan bántja a nőket. A nők teste nem tárgy, amit piacra lehet dobni.”

## Szexturizmus
A szexturizmust alapvetően két dolog generálja: egyrészt a különbség különböző országokban élő emberek anyagi körülményei között, másrészt pedig a legális lehetőségek közti különbség. A szexturizmust gyakorlók tipikusan átlagos, vagy átlag feletti jövedelmű férfiak jólléti államokból, a célpontjaik pedig olyan helyek, ahol a prostitúció kevésbé szabályozott vagy legális, az átlagos életszínvonal pedig alacsony. Az az összeg, ami például egy nyugat-európai átlagkeresetű embernek csekélység, egy thai lánynak kész vagyon, amiért nagyon sok mindent kész megtenni.
Bizonyos cégek specializálódtak a szexturizmus jellegű utak megszervezésére. Elsősorban Thaiföld, Vietnám, Mexikó, Fülöp-szigetek, Kuba, Brazília, valamint Kambodzsa országokba bonyolítanak le utakat a kalandvágyó és tehetősebb emberek számára
De szexturizmusnak tekinthető például az is, amikor svéd férfiak látogatnak az Øresund hídon át Koppenhágába, ahol a prostitúció, Svédországgal ellentétben, legális tevékenység. A nyugat-európai férfiak számára Magyarország is kedvelt célpont, az árak relatív alacsony szintje miatt, bár ez a különbség egyre csökken.

## Tévhitek
2014-ben a The Lancet c. neves brit egészségügyi szaklap az AIDS-konferencia alkalmából különszámot jelentetett meg, amelynek egyedüli témája a HIV és a szexmunka. A kiadványban a HIV vírus terjedésével kapcsolatban a prostitúció számos aspektusával is foglalkoznak, lerántva a leplet a tevékenységet övező számos tévhitről és sztereotípiáról, amelyek akadályozzák a járvány elleni hatékony fellépést.
A leggyakoribb tévhitek a kiadvány szerint:
1. Minden prostituált nő, ezzel szemben (ahogy fentebb is olvasható) sok férfi és transzszexuális szolgáltató is dolgozik.
2. Minden szexmunkás egyedülálló, ezzel szemben sokak stabil kapcsolatban élnek.
3. A prostituáltak nem akarnak gyereket, ezzel szemben a legtöbb szexmunkás szülő is.
4. Minden prostituáltat kényszerítenek, ezzel szemben a szexmunkások többsége önkéntesen választja ezt a tevékenységet (kényszerítő körülmény főleg a rossz anyagi helyzet lehet).
5. A prostituáltak nem használnak óvszert a kliensükkel. A szex önmagában nem okoz HIV-fertőzést, akár fizetnek érte, akár nem, ugyanakkor a fertőzés megelőzése a prostituált érdeke is, ezért a világ fejlett részén a szexmunkások jellemzően csak kondommal hajlandóak szexuális kapcsolatra, a fejletlenebb részén viszont képezni lehet a prostituáltakat, miképp tehetnek a fertőzések elkerüléséért.
6. A prostitúció illegális, ezért nincs lehetőség hatékony prevencióra. A szexmunka kriminalizálása (akár a keresleti, akár a kínálati oldalon) megnehezíti a szexmunkások hozzáférését a HIV-megelőzési programokhoz, de így is van lehetőség a fertőzésveszéllyel szembeni szervezett fellépésre.
7. A szexmunka nem munka, ezzel szemben a világ számos pontján lehetőség van a prostitúciót hivatalos munkaként regisztráltatni, és az ezzel járó juttatásokhoz hozzáférni, pl. nyugdíj.
8. A szexmunka kriminalizálása visszaszorítja a szexmunkát. Hamis az a felfogás, hogy akár a szexmunkások, akár a klienseik, vagy akár a szexmunkához kapcsolódó tevékenységek (bordély üzemeltetés stb.) kriminalizálása, tiltása csökkentené a szexmunka előfordulását. Semmilyen bizonyíték nem támasztja alá azt, hogy az ún. svéd modell (a kliens büntetése) visszaszorítaná a szexmunkát. A kliensek kriminalizálása ugyanakkor rejtőzködőbbé teszi a szexmunkásokat, és kevésbé biztonságossá a szexmunkát magát. Emiatt a prostituáltak is sok szempontból nagyobb veszélyben lehetnek.

## Bibliográfia
- Johanna Granville, "From Russia without Love: The 'Fourth Wave' of Global Human Trafficking," Demokratizatsiya, vol. 12, no. 1 (winter 2004): pp. 147–155.

## Ajánlott irodalom
- Dr. Borai Ákos: A prostitúció (jogász szemmel). Print 2000 Nyomda Kft. ISBN 9632106563
- Forrai Judit: A prostitúció mint megszaladási jelenség in: Csányi Vilmos – Miklósi Ádám (szerk.): Fékevesztett evolúció. Typotex Kiadó, 2010 ISBN 9789632792873
- Zombori Attila - Szexpiaci körséta / Riportok a prostitúció világából (Idegenforgalmi Propaganda és Kiadó Vállalat, Budapest, 1986) ISBN 9633161169
- Miklóssy János: A budapesti prostitúció története. Budapest, 1989. Népszava. ISBN 9633229006
- Szabályrendelet a prostitucióról; Nágel, Budapest, 1909 (Budapest székesfőváros szabályrendeletei)
- Pierre Dufour: Szerelmi erkölcsök az ókortól napjainkig; ford., kieg. Gáspár István; MagyarTéka, Budapest, 1948 előtt
- Prostitúció – emberkereskedelem; szerk. Domokos Andrea; Magyar Kriminológiai Társaság, Budapest, 1997 (Kriminológiai közlemények)
- Apollodóros: Vádbeszéd Neaira ellen. Egy athéni örömlány kalandos élete; szerk. Németh György, ford. Németh György, Sipos Flórián, Kató Péter; Lectum, Szeged, 2006
- Császtvay Tünde: Éjjeli lepkevadászat. Bordélyvilág a történeti Magyarországon; Osiris, Budapest, 2009
- Lia Celi: Tizenkét pillangó; ford. Kárpáti Zsuzsa; Corvina, Budapest, 2021